# Canibalisme mèdic

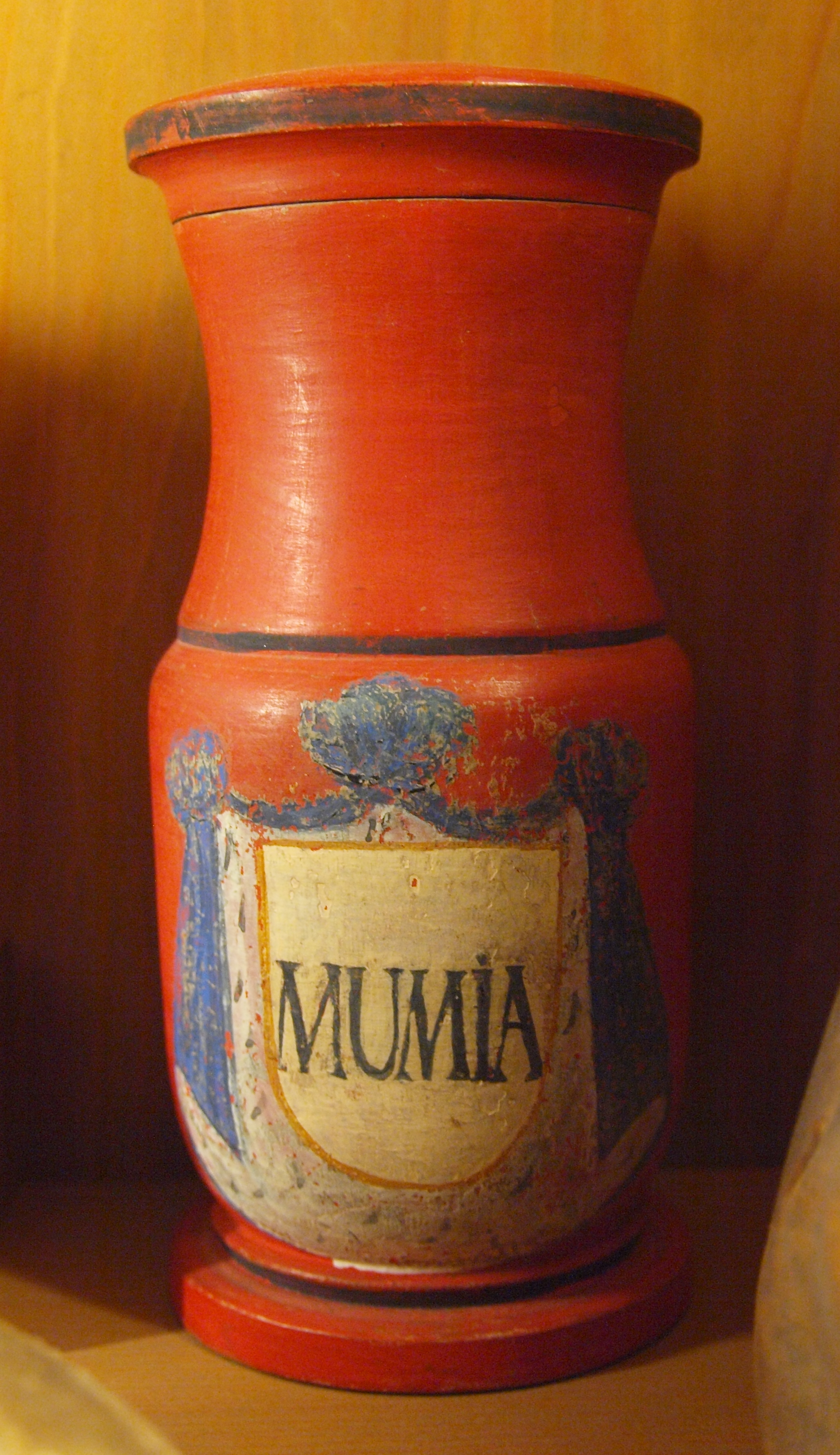
Gerra de mumia del segle XVIII

El canibalisme mèdic o medicinal és el consum de parts del cos humà, mort o viu, per tractar o prevenir malalties. El comerç mèdic i l'ús farmacològic de parts i fluids del cos humà va sorgir de la creença que, com que el cos humà és capaç de curar-se, també pot ajudar a curar a un altre cos. Gran part del canibalisme mèdic va aplicar els principis de la màgia simpàtica, idees com que la sang en pols ajuda a sagnar, el greix humà ajuda amb les contusions i els cranis en pols ajuden amb les migranyes o els marejos. El canibalisme mèdic s'ha documentat especialment a Europa i la Xina.

## Història

### Europa
Si s'inclou el consum de sang humana en el concepte de "canibalisme" (cosa que els mateixos romans antics no haurien fet), aleshores el canibalisme mèdic a Europa es remunta a l'antiga Roma, on de vegades es bevia la sang dels gladiadors ferits, amb la creença que podia curar l'epilèpsia.

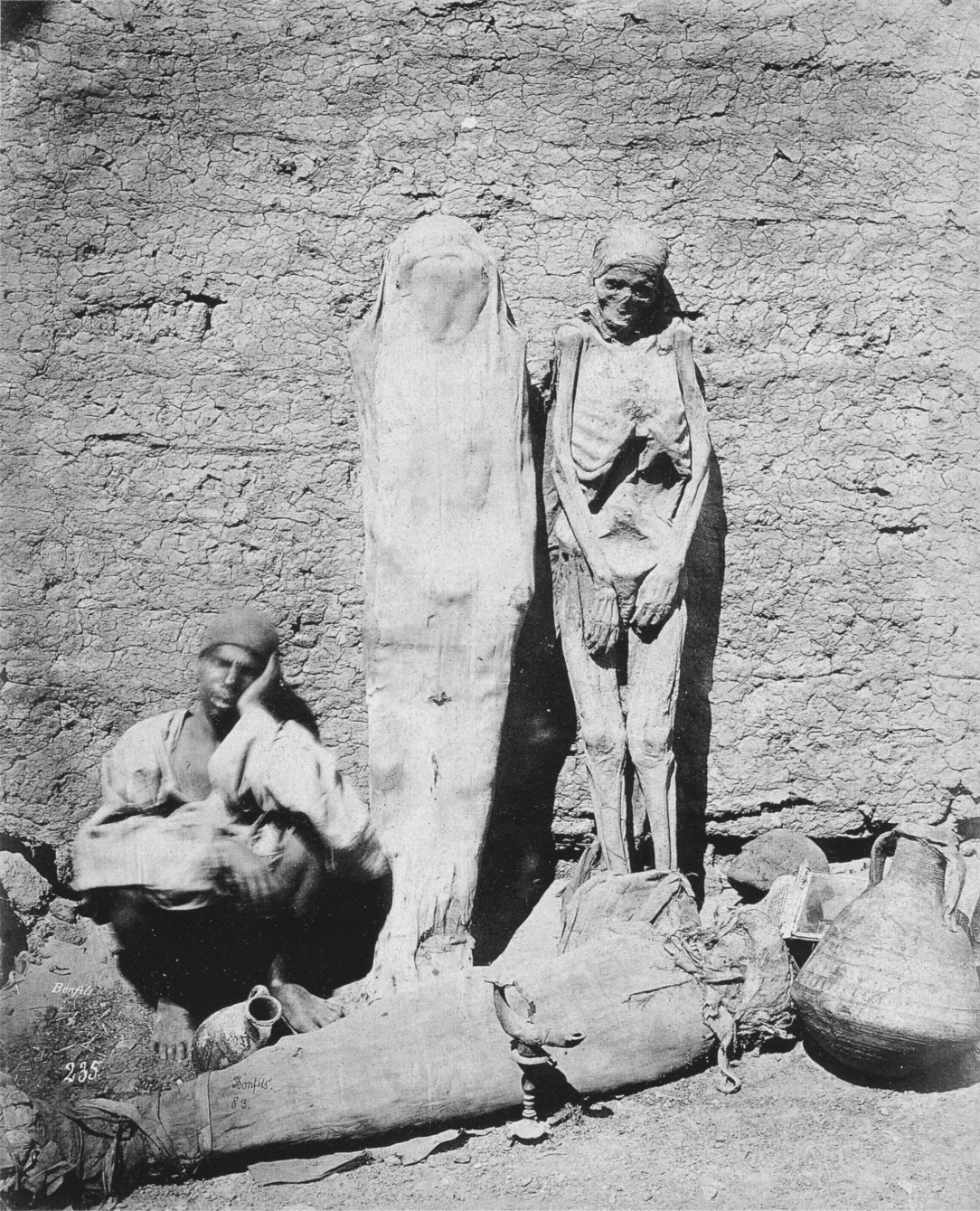
Vendedor de mòmies egípcies l'any 1875

El canibalisme mèdic a Europa va assolir el seu punt àlgid al segle XVI, amb la pràctica estesa a Alemanya, França, Itàlia i Anglaterra. En aquell temps, la majoria de "matèries primeres" provenien de mòmies robades de tombes de l'antic Egipte; a més a més, també es van extreure cranis de cementiris irlandesos, i els enterradors de vegades robaven i venien parts del cos.
Es feien medicaments a partir d'ossos, sang i greix, i es creia que servien per tractar molts tipus de malalties.
Les tintures per tractar l'hemorràgia interna es feien remullant els cossos momificats en alcohol o vinagre
Les tintures per tractar l'hemorràgia interna es feien remullant els cossos momificats en alcohol o vinagre. El crani en pols s'utilitzava per tractar malalties del cap, i de vegades es barrejava amb xocolata per tractar l'apoplexia. A principis del segle XIX, els anglesos encara tractaven l'epilèpsia barrejant crani amb melassa.
A mesura que aquestes pràctiques es van fer més comunes, es va utilitzar el principi que "like cures like"(lit. "com cura com") per determinar el tractament de diverses malalties. Per exemple, les parts del cap s'utilitzaven per tractar problemes relacionats amb el cap i els ulls de les persones mortes es recollien i es feien servir per tractar problemes oftalmològics.
Concretament la sang va evolucionar ràpidament fins a ser vista com un elixir substancial- especialment sang humana fresca i càlida, perquè es creia que encara posseïa l'ànima del difunt. Per exemple, es creia que beure la sang d'una persona forta o sàvia donaria lloc a un augment de la força o de la saviesa respectivament, perquè un cop ingerida connectava l'esperit del difunt amb el del consumidor i l'hi donava el seu poder. Aquesta creença era especialment comuna a Alemanya. Fins i tot els pobres, que no podien permetre's altres remeis, participaven d'aquesta pràctica, pagant al botxí una petita quota perquè els omplís una copa amb la sang fresca del executat. Es considerava que l'execució de criminals tenia dos avantatges: vius eren una "càrrega per a la nació", però morts tenien "el poder de servir un bé públic" millorant la salut dels altres.
Els europeus també van adoptar una creença que consideraven d'origen egipci antic, que afirmava que els cadàvers més valuosos eren els d'individus joves, especialment els que havien mort d'una mort sobtada brutal, ja que es creia que l'esperit romandria atrapat dins del cos durant un període més llarg i, per tant, tenen majors poders curatius.

### Xina
A la Xina, el consum de carn humana es considerava un tractament mèdic molt eficaç almenys desde la dinastia Tang (618-907). Es recomanava en el Bencao Shiyi, un llibre de referència mèdica molt influent publicat a principis del segle VIII, així com a manuals posteriors similars. Trobem també casos de canibalisme voluntari. D'acord a l'ideal ètic de la pietat filial, segons el qual se suposava que els joves havien de fer tot el possible per mantenir els pares i els sogres, es donaven casos en que un jove tallava part de la carn del seu cos i la donava a un pare o sogre malalt perquè la consumís. La majoria dels donants eren dones, sovint nores del pacient.
En els llibres les Vint-i-quatre històries, (xinès tradicional: 二十四史), es descriuen més de 110 casos d'aquestes ofrenes voluntàries que van tenir lloc entre principis del segle VII i principis del XX.  Encara es van donar casos puntuals entre els anys 70 i 80, segons informen els diaris. Les parts del cos tallades amb més freqüència eren (en aquest ordre) les cuixes, els braços i els fetges. Tot i que la majoria dels donants eren adults joves o possiblement adolescents, alguns eren noies (o menys possiblement nois) d'entre 7 i 12 anys.

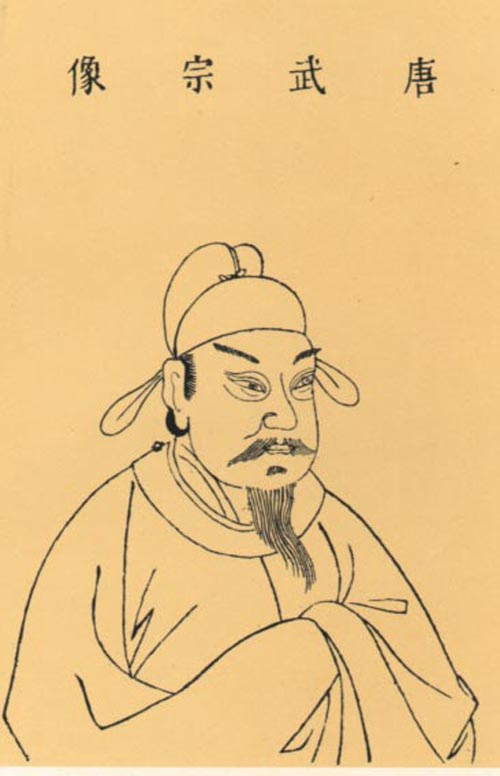
L'emperador Wuzong de Tang suposadament va menjar carn humana per curar la seva malaltia

Si bé aquests actes eren (almenys nominalment) voluntaris i els donants normalment els sobrevivien, diverses fonts informen de nens i adolescents que van ser assassinats perquè la seva carn pogués ser ingerida amb finalitats mèdiques. Segons algunes fonts, menjar el cor bullit d'un nen es considerava una bona manera d'allargar la pròpia vida (sobretot si es repetia regularment). L'emperador Wuzong de Tang suposadament va ordenar als seus funcionaris provincials que li enviessin "els cors i els fetges de nens i nenes de quinze anys" quan es va posar greument malalt, amb l'esperança que aquest medicament el guarís.
En èpoques posteriors, els manuals mèdics van adoptar una posició més ambivalent cap a l'ús de la carn humana. L'influent Bencao Gangmu, publicat per primera vegada a finals del segle XVI, desaconsella en la seva introducció l'ús de parts del cos humà per a la medicina. Tanmateix però, cobreix 35 diferents parts o òrgans diferents del cos humà considerats una bona cura per a certes malalties, entre les que es troba la carn humana (el consum de la qual es deia que curava la tuberculosi) i la sang.
Durant la Revolució Cultural (1966-1976), es van produir centenars d'incidents de canibalisme, la majoria motivats per l'odi contra els suposats "enemics de classe". No obstant això, els problemes de salut de vegades també van tenir un paper, com va observar l'escriptor Zheng Yi. En un cas registrat per les autoritats locals, un professor d'escola del comtat de Mengshan "va escoltar que consumir un cor podria curar la seva malaltia". Aleshores va triar una estudiant seva de 13 o 14 anys i la va denunciar públicament com a membre de la facció enemiga, cosa que va ser suficient per fer-la matar per una turba enfadada. Després que els altres havien marxat, va "tallar el pit de la noia ..., li va treure el cor i se'l va emportar a casa per gaudir-lo".
Un altre professor, del comtat de Cangwu, havia estat present quan el subdirector de la seva escola va ser assassinat i consumit a les instal·lacions de l'escola, tant per alumnes com per professors. Va admetre haver-se unit a la festa després que un dels seus alumnes "aixequés un tros de carn humana seca de la mida d'un dit i em digués: 'Tens problemes crònics d'estómac. Això et va bé!'".  En un altre cas que va tenir lloc al comtat de Wuxuan, també a la regió de Guangxi, tres germans van ser assassinats com a suposats enemics, i després els seus fetges van ser extirpats, cuinats i consumits "com medicina". 